# Енді Коан
Енді Коан (англ. Andy Coan, 4 березня 1958 — 20 березня 2017) — американський плавець. Чемпіон світу 1975 року на дистанції 100 метрів вільним стилем, а також в естафетах 4×100 м вільним стилем і комплексом.